# 地獄の英雄

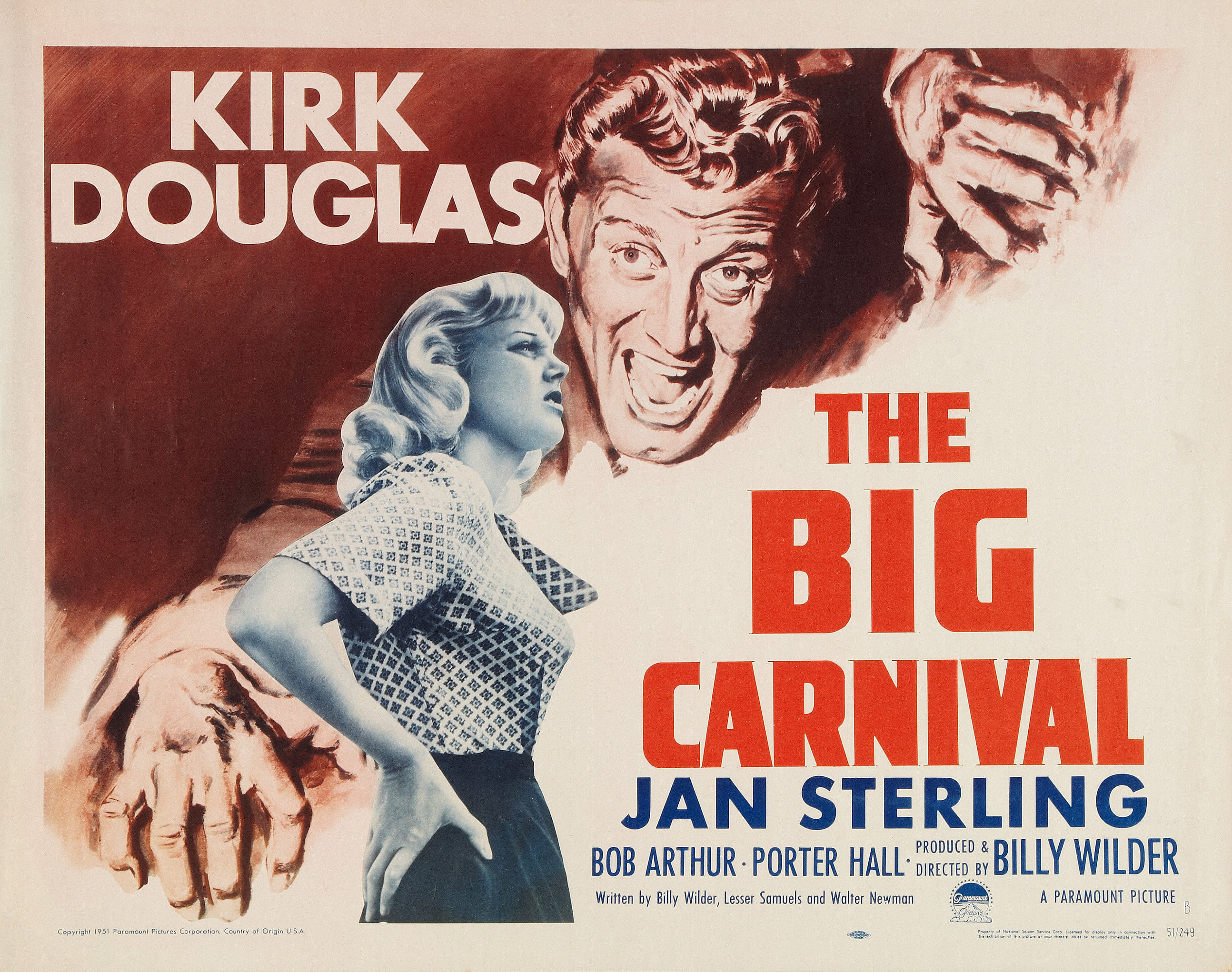
劇場公開用ポスター（" Big Carnival"バージョン）

『地獄の英雄』（じごくのえいゆう、原題: Ace in the Hole, Big Carnivalとして公開された版もある）は、1951年のアメリカ映画。

## ストーリー
物語はチャールズ・テータムという男が、ニューメキシコにある小さな新聞社に自分を売り込むところから始まる。彼は優秀な新聞記者だったものの、己の野心のために手段を選ばない独善的な性格と、勤務中に酒を飲む、上司の妻に手を出すといった悪癖のせいで数々の大手新聞社をクビになり、田舎町の新聞社で働きながらスクープを掴むことで記者としての再起を図るつもりだった。
それから一年が経ち、平和な田舎の日々に苛立ちを感じていたころ、取材途中に立ち寄った地で、レオ・ミノザという男が落盤事故で生き埋めになっていることを知る。チャールズは不幸なニュースが一番注目を集められると判断し、レオの救出をわざと遅らせ、事件をより大きなニュースにしようとする。一方、レオの妻のロレインは夫の安否をそっちのけで事故の見物客相手に商売を始める。悪徳保安官を抱き込み情報を独占することで、チャールズは目論見通りニューヨークの大手新聞社へと復帰することに成功する。その後、レオは救出が遅れたために肺炎にかかり瀕死の状態になっていた。良心の呵責にかられたチャールズは、結婚記念日のために用意しておいた毛皮を妻に渡して欲しいというレオの望みをかなえてやる。夫からのプレゼントを趣味が悪いと嘲り投げ捨てるロレインを見て、チャールズは逆上し、彼女を絞殺しようとする。抵抗するロレインは手に持っていたハサミでチャールズを刺す。チャールズは重症を負うが、医者に行こうとはせず、レオのために牧師を呼びその最後を看取ると、救出作業の中止を命じ、大衆の面前でレオの死を宣言する。最大のスクープを居合わせた多数の記者たちに提供してしまったチャールズに対して、ニューヨークの新聞社は激怒し、即刻クビにする。チャールズは「レオは死んだのではない、殺されたのだ。」と真実を告げようとするが、新聞社の編集は真に受けず、電話を切る。瀕死のチャールズはニューメキシコの新聞社へと向かう。まともに歩くこともできないチャールズは、物語の冒頭と同じように、俺を雇えばたんまり稼がせてやるぞ、と自分を売り込みながら床に倒れ伏し、息絶える。

## キャスト
※括弧内は日本語吹替（放送日1975年7月12日 TBS）
- チャック・テイタム：カーク・ダグラス（近石真介）
- ロレーヌ・ミノサ：ジャン・スターリング
- ハービー・クック：ボブ・アーサー
- レオ・ミノサ：リチャード・ベネディクト
- ジェイコブ・Q・ブーツ：ポーター・ホール

## スタッフ
- 監督・製作：ビリー・ワイルダー
- 脚色：ビリー・ワイルダー、レッサー・サミュエルス、ウォルター・ニューマン
- 撮影：チャールズ・ラング
- 美術：ハル・ペレイラ、アール・ヘドリック
- 音楽：ヒューゴー・フリードホーファー
- 録音：ハロルド・ルイス、ジョン・コープ
- 編集：アーサー・シュミット

## 主な受賞歴

### アカデミー賞
ノミネート
アカデミー脚色賞:ビリー・ワイルダー、レッサー・サミュエルズ、ウォルター・ニューマン

### ヴェネツィア国際映画祭
受賞
音楽賞
国際賞

## 『地獄の英雄』に言及している映画
- 『クライマーズ・ハイ』

主人公が新聞記者になるきっかけとなった映画として、原題の『エース・イン・ザ・ホール』で言及。